# Faithfully Yours
Faithfully Yours is een Nederlandse thriller uit 2022 onder regie van André van Duren. De film behaalde in januari 2023 de status Gouden Film, voor het behalen van 100.000 bioscoopbezoekers.

## Verhaal
Familierechter Bodil knijpt er, zoals vaker, samen met haar vriendin Isabel tussenuit door een weekend naar de Belgische kust te gaan. Ze zijn elkaars alibi om vreemd te gaan en ze regisseren dit tot in de details zodat hun echtgenoten Milan en Luuk er niets van hoeven merken. Na aankomst gaan ze elk hun eigen weg. Bodil verblijft in een familievilla in de duinen, waar ze die avond met een minnaar de liefde bedrijft. Isa gaat naar haar vaste hotel, en brengt de nacht gedrogeerd op de dansvloer door.
De volgende ochtend vindt Bodil in de hal van haar villa een plas bloed. Isabel wordt vermist. Na onderzoek door de politie blijkt de bloedgroep van het bloed overeen te komen met die van Isabel. Op het dark web vindt de politie een foto van een zwaar toegetakelde Isabel. De echtgenoten Milan en Luuk komen naar België. Rechter Bodil is zo zelf betrokken geraakt in een misdaadzaak en ze raakt verstrikt in het door haar en Isabel gesponnen web van leugens. Ook hun echtgenoten komen in beeld als verdachten evenals Bodils minnaar van de avond ervoor en haar zus, wanneer er sprake lijkt te zijn van een vergismoord, die eigenlijk gericht was op Bodil. Uiteindelijk blijkt de verdwijning door Isabel zelf in scene te zijn gezet om zo van haar echtgenoot af te kunnen komen en te vertrekken met Yara, de zus van Bodil, met wie ze een lesbische relatie begonnen is.

## Rolverdeling
- Bracha van Doesburgh als Bodil Backer
- Elise Schaap als Isabel Luijten
- Nasrdin Dchar als Milan Saber
- Gijs Naber als Luuk Luijten
- Matteo Simoni  als Michael Samuels
- Hannah Hoekstra als Yara Backer
- Sofie Decleir als Ann van Passel
- Anna De Ceulaer als Sophie Verschueren